# تپه گورینگان۱
تپه گورینگان۱ مربوط به هزاره اول و ۲ قبل از میلاد است و در شهرستان پیرانشهر، بخش لاجان، دهستان لاهیجان غربی، روستای توان واقع شده و این اثر در تاریخ ۲۵ آبان ۱۳۸۷ با شمارهٔ ثبت ۲۳۴۸۶ به‌عنوان یکی از آثار ملی ایران به ثبت رسیده است.